# Sofiane/Diskografie
Diese Diskografie ist eine Übersicht über die musikalischen Werke des französischen Rappers Sofiane. Den Schallplattenauszeichnungen zufolge hat er bisher mehr als fünf Millionen Tonträger verkauft, davon alleine in seiner Heimat über sechs Millionen. Seine erfolgreichste Veröffentlichung ist u. a. die Single Lundi mit über 330.000 verkauften Einheiten.

## Alben

### Studioalben
| Jahr | Titel Musiklabel                            | Höchstplatzierung, Gesamtwochen, AuszeichnungChartplatzierungen (Jahr, Titel, Musiklabel, Platzierungen, Wochen, Auszeichnungen, Anmerkungen) | Höchstplatzierung, Gesamtwochen, AuszeichnungChartplatzierungen (Jahr, Titel, Musiklabel, Platzierungen, Wochen, Auszeichnungen, Anmerkungen) | Höchstplatzierung, Gesamtwochen, AuszeichnungChartplatzierungen (Jahr, Titel, Musiklabel, Platzierungen, Wochen, Auszeichnungen, Anmerkungen) | Anmerkungen                                               |
| Jahr | Titel Musiklabel                            | FR | BEW | CH | Anmerkungen                                               |
| ---- | ------------------------------------------- | --- | --- | --- | --------------------------------------------------------- |
| 2017 | Bandit saleté Suther Kane / Capitol Records | FR2 ×2Doppelplatin · (75 Wo.)FR | BEW15 (52 Wo.)BEW | CH13 (2 Wo.)CH | Erstveröffentlichung: 12. Mai 2017 Verkäufe: + 200.000    |
| 2018 | Affranchis Suther Kane / Capitol Records    | FR1 Platin · (72 Wo.)FR | BEW2 (43 Wo.)BEW | CH13 (2 Wo.)CH | Erstveröffentlichung: 26. Januar 2018 Verkäufe: + 100.000 |
| 2021 | La direction Affranchis Music               | FR1 Gold · (31 Wo.)FR | BEW9 (10 Wo.)BEW | CH23 (2 Wo.)CH | Erstveröffentlichung: 21. Mai 2021 Verkäufe: + 50.000     |

### Kompilationen
| Jahr | Titel Musiklabel                             | Höchstplatzierung, Gesamtwochen, AuszeichnungChartplatzierungen (Jahr, Titel, Musiklabel, Platzierungen, Wochen, Auszeichnungen, Anmerkungen) | Höchstplatzierung, Gesamtwochen, AuszeichnungChartplatzierungen (Jahr, Titel, Musiklabel, Platzierungen, Wochen, Auszeichnungen, Anmerkungen) | Höchstplatzierung, Gesamtwochen, AuszeichnungChartplatzierungen (Jahr, Titel, Musiklabel, Platzierungen, Wochen, Auszeichnungen, Anmerkungen) | Anmerkungen                           |
| Jahr | Titel Musiklabel                             | FR | BEW | CH | Anmerkungen                           |
| ---- | -------------------------------------------- | --- | --- | --- | ------------------------------------- |
| 2018 | 93 Empire Affranchis Music / Capitol Records | FR2 (59 Wo.)FR | BEW10 (27 Wo.)BEW | CH39 (1 Wo.)CH | Erstveröffentlichung: 5. Oktober 2018 |

### Mixtapes
| Jahr | Titel Musiklabel                               | Höchstplatzierung, Gesamtwochen, AuszeichnungChartplatzierungen (Jahr, Titel, Musiklabel, Platzierungen, Wochen, Auszeichnungen, Anmerkungen) | Höchstplatzierung, Gesamtwochen, AuszeichnungChartplatzierungen (Jahr, Titel, Musiklabel, Platzierungen, Wochen, Auszeichnungen, Anmerkungen) | Höchstplatzierung, Gesamtwochen, AuszeichnungChartplatzierungen (Jahr, Titel, Musiklabel, Platzierungen, Wochen, Auszeichnungen, Anmerkungen) | Anmerkungen                                               |
| Jahr | Titel Musiklabel                               | FR | BEW | CH | Anmerkungen                                               |
| ---- | ---------------------------------------------- | --- | --- | --- | --------------------------------------------------------- |
| 2007 | Première claque Karismatik                     | — | — | — | Erstveröffentlichung: 27. November 2007                   |
| 2009 | La vie de cauchemar Menace Records, Karismatik | — | — | — | Erstveröffentlichung: 15. Juni 2009                       |
| 2011 | Blacklist I Need Money, Musicast               | — | — | — | Erstveröffentlichung: 21. November 2011                   |
| 2012 | I Need Money 3 Days Theory I Need Money        | — | — | — | Erstveröffentlichung: 19. Juni 2012                       |
| 2013 | Blacklist 2 I Need Money                       | FR79 (1 Wo.)FR | — | — | Erstveröffentlichung: 17. Juni 2013                       |
| 2017 | #JeSuisPasséChezSo Suther Kane                 | FR2 Platin · (60 Wo.)FR | BEW12 (29 Wo.)BEW | CH39 (1 Wo.)CH | Erstveröffentlichung: 27. Januar 2017 Verkäufe: + 100.000 |

## Singles

### Als Leadmusiker
| Jahr | Titel Album                                                        | Höchstplatzierung, Gesamtwochen, AuszeichnungChartplatzierungen (Jahr, Titel, Album, Platzierungen, Wochen, Auszeichnungen, Anmerkungen) | Höchstplatzierung, Gesamtwochen, AuszeichnungChartplatzierungen (Jahr, Titel, Album, Platzierungen, Wochen, Auszeichnungen, Anmerkungen) | Höchstplatzierung, Gesamtwochen, AuszeichnungChartplatzierungen (Jahr, Titel, Album, Platzierungen, Wochen, Auszeichnungen, Anmerkungen) | Anmerkungen |
| Jahr | Titel Album                                                        | FR | BEW | CH | Anmerkungen |
| --- | ------------------------------------------------------------------ | --- | --- | --- | --- |
| 2017 | Tout l’monde s’en fout #JeSuisPasséChezSo                          | FR3 Diamant · (38 Wo.)FR | — | — | Erstveröffentlichung: 27. Januar 2017 Verkäufe: + 233.333                                                                         |
| 2017 | Bandit saleté                                                      | FR115 (2 Wo.)FR | — | — | Erstveröffentlichung: 31. März 2017                                                                                               |
| 2017 | Toka Bandit saleté                                                 | FR16 Platin · (21 Wo.)FR | — | — | Erstveröffentlichung: 7. April 2017 Verkäufe: + 133.333                                                                           |
| 2017 | Mon p’tit loup Bandit saleté                                       | FR9 Diamant · (28 Wo.)FR | — | — | Erstveröffentlichung: 12. April 2017 Verkäufe: + 333.333                                                                          |
| 2017 | Pegase Bandit saleté                                               | FR83 (4 Wo.)FR | — | — | Erstveröffentlichung: 28. April 2017                                                                                              |
| 2018 | Longue vie Affranchis                                              | FR2 Diamant · (16 Wo.)FR | BEW45 (1 Wo.)BEW | — | Erstveröffentlichung: 5. Januar 2018 Verkäufe: + 333.333; feat. Ninho & Hornet La Frappe                                          |
| 2018 | #JesuispasséchezSo EP 11 Affranchis                                | FR27 (7 Wo.)FR | — | — | Erstveröffentlichung: 5. Januar 2018                                                                                              |
| 2018 | Lundi Affranchis                                                   | FR3 Diamant · (34 Wo.)FR | — | — | Erstveröffentlichung: 16. Februar 2018 Verkäufe: + 333.333                                                                        |
| 2018 | Woah 93 Empire                                                     | FR7 Platin · (19 Wo.)FR | — | — | Erstveröffentlichung: 27. Juli 2018 Verkäufe: + 200.000; feat. Vald, Mac Tyer, Soolking, Kalash Criminel, Sadek & Heuss l’Enfoiré |
| 2018 | Sur le drapeau 93 Empire                                           | FR4 Diamant · (27 Wo.)FR | — | — | Erstveröffentlichung: 14. September 2018 Verkäufe: + 333.333; mit Suprême NTM                                                     |
| 2020 | #JesuispasséchezSo EP 12 –                                         | FR43 (3 Wo.)FR | — | — | Erstveröffentlichung: 31. Januar 2020                                                                                             |
| 2020 | Training Day –                                                     | FR133 (1 Wo.)FR | — | — | Erstveröffentlichung: 7. Februar 2020                                                                                             |
| 2020 | Des malades –                                                      | FR113 (1 Wo.)FR | — | — | Erstveröffentlichung: 20. Februar 2020                                                                                            |
| 2020 | Remontada –                                                        | — | — | CH95 (1 Wo.)CH | Erstveröffentlichung: 20. März 2020 feat. Azet                                                                                    |
| 2020 | American Airlines La direction                                     | FR18 Gold · (8 Wo.)FR | — | — | Erstveröffentlichung: 16. Oktober 2020 Verkäufe: + 100.000; feat. Sch                                                             |
| 2021 | Nouveaux Parrains La direction                                     | FR42 (5 Wo.)FR | — | — | Erstveröffentlichung: 3. Februar 2021 feat. Soolking                                                                              |
| 2021 | Zidane La direction                                                | FR58 (1 Wo.)FR | — | — | Erstveröffentlichung: 26. April 2021                                                                                              |
| 2021 | Attrape-moi si tu peux La direction                                | FR23 Gold · (15 Wo.)FR | — | — | Erstveröffentlichung: 12. Mai 2021 Verkäufe: + 100.000                                                                            |
| 2021 | Windsor - A Colors Show –                                          | FR182 (1 Wo.)FR | — | — | Erstveröffentlichung: 19. Mai 2021                                                                                                |
| 2021 | Ouais igo –                                                        | FR88 (1 Wo.)FR | — | — | Erstveröffentlichung: 3. September 2021                                                                                           |
| 2023 | #JeSuisPasséChezSo2023 –                                           | FR128 (1 Wo.)FR | — | — | Erstveröffentlichung: 28. Juni 2023                                                                                               |
| Folgende Lieder erschienen nicht als Single, wurden aber durch das Album zum Download und Streaming bereitgestellt und konnten somit eine Platzierung erlangen: |                                                                    | | | | |
| |                                                                    | | | | |
| 2017 | X #JeSuisPasséChezSo                                               | FR84 Gold · (6 Wo.)FR | — | — | Charteinstieg: 17. Februar 2017 Verkäufe: + 66.666                                                                                |
| 2017 | Jesuispasséchezso: Episode 5 / Police nationale #JeSuisPasséChezSo | FR94 Gold · (7 Wo.)FR | — | — | Charteinstieg: 17. Februar 2017 Verkäufe: + 66.666                                                                                |
| 2017 | Ma cité a craqué #JeSuisPasséChezSo                                | FR96 (7 Wo.)FR | — | — | Charteinstieg: 17. Februar 2017 feat. Bakyl                                                                                       |
| 2017 | Un boulot sérieux #JeSuisPasséChezSo                               | FR110 (3 Wo.)FR | — | — | Charteinstieg: 17. Februar 2017                                                                                                   |
| 2017 | 93 Empire #JeSuisPasséChezSo                                       | FR121 Gold · (3 Wo.)FR | — | — | Charteinstieg: 17. Februar 2017 Verkäufe: + 66.666; feat. Kalash Criminel                                                         |
| 2017 | Fais le mouv #JeSuisPasséChezSo                                    | FR186 (1 Wo.)FR | — | — | Charteinstieg: 17. Februar 2017 feat. MHD                                                                                         |
| 2017 | DZ Mafia #JeSuisPasséChezSo                                        | FR198 (1 Wo.)FR | — | — | Charteinstieg: 17. Februar 2017                                                                                                   |
| 2017 | Marion maréchal Bandit saleté                                      | FR22 Gold · (13 Wo.)FR | — | — | Charteinstieg: 19. Mai 2017 Verkäufe: + 66.666                                                                                    |
| 2017 | Poto Bandit saleté                                                 | FR42 (7 Wo.)FR | — | — | Charteinstieg: 19. Mai 2017 |
| 2017 | Le cercle Bandit saleté                                            | FR46 Gold · (6 Wo.)FR | — | — | Charteinstieg: 19. Mai 2017 feat. Hornet La Frappe, GLK & YL                                                                      |
| 2017 | Dis-leur Bandit saleté                                             | FR81 (1 Wo.)FR | — | — | Charteinstieg: 19. Mai 2017 |
| 2017 | Cordelette Bandit saleté                                           | FR105 (1 Wo.)FR | — | — | Charteinstieg: 19. Mai 2017 |
| 2017 | Parti de rien Bandit saleté                                        | FR106 (1 Wo.)FR | — | — | Charteinstieg: 19. Mai 2017 |
| 2017 | Le bruit des blocks Bandit saleté                                  | FR119 (1 Wo.)FR | — | — | Charteinstieg: 19. Mai 2017 |
| 2017 | Bois d’argent Bandit saleté                                        | FR122 (1 Wo.)FR | — | — | Charteinstieg: 19. Mai 2017 |
| 2017 | Bain de sang Bandit saleté                                         | FR156 (1 Wo.)FR | — | — | Charteinstieg: 19. Mai 2017 feat. Bakyl & Samat                                                                                   |
| 2018 | Mistigris Affranchis                                               | FR13 (6 Wo.)FR | — | — | Charteinstieg: 2. Februar 2018 feat. Kaaris                                                                                       |
| 2018 | Arafricain Affranchis                                              | FR22 Gold · (7 Wo.)FR | — | — | Charteinstieg: 2. Februar 2018 Verkäufe: + 100.000; feat. Maître Gims                                                             |
| 2018 | Cramé Affranchis                                                   | FR32 (3 Wo.)FR | — | — | Charteinstieg: 2. Februar 2018 |
| 2018 | Madame courage Affranchis                                          | FR35 (4 Wo.)FR | — | — | Charteinstieg: 2. Februar 2018 feat. Soolking                                                                                     |
| 2018 | T’es une galère Affranchis                                         | FR38 (4 Wo.)FR | — | — | Charteinstieg: 2. Februar 2018 |
| 2018 | 200 Affranchis                                                     | FR41 (2 Wo.)FR | — | — | Charteinstieg: 2. Februar 2018 |
| 2018 | Sous contrôle Affranchis                                           | FR42 (3 Wo.)FR | — | — | Charteinstieg: 2. Februar 2018 |
| 2018 | IDF Affranchis                                                     | FR49 (2 Wo.)FR | — | — | Charteinstieg: 2. Februar 2018 feat. Heuss l’Enfoiré                                                                              |
| 2018 | Je fais la fête Affranchis                                         | FR56 (2 Wo.)FR | — | — | Charteinstieg: 2. Februar 2018 |
| 2018 | Coluche Affranchis                                                 | FR57 (2 Wo.)FR | — | — | Charteinstieg: 2. Februar 2018 |
| 2018 | Sa mère Affranchis                                                 | FR68 (2 Wo.)FR | — | — | Charteinstieg: 2. Februar 2018 |
| 2018 | #Cpasdmafaute Affranchis                                           | FR82 (2 Wo.)FR | — | — | Charteinstieg: 2. Februar 2018 feat. Bakyl                                                                                        |
| 2018 | Empire 93 Empire                                                   | FR8 (6 Wo.)FR | — | — | Charteinstieg: 12. Oktober 2018 mit Kaaris                                                                                        |
| 2018 | Iencli 93 Empire                                                   | FR11 (7 Wo.)FR | — | — | Charteinstieg: 12. Oktober 2018 mit Vald                                                                                          |
| 2018 | Nouvelle monnaie 93 Empire                                         | FR34 (3 Wo.)FR | — | — | Charteinstieg: 12. Oktober 2018 mit Landy & Kaaris                                                                                |
| 2018 | Apollonia 93 Empire                                                | FR48 (6 Wo.)FR | — | — | Charteinstieg: 12. Oktober 2018 mit Dadju                                                                                         |
| 2018 | Crépuscule des empires 93 Empire                                   | FR88 (1 Wo.)FR | — | — | Charteinstieg: 12. Oktober 2018 mit Alpha 5.20                                                                                    |
| 2018 | Pas le choix 93 Empire                                             | FR90 (3 Wo.)FR | — | — | Charteinstieg: 12. Oktober 2018 mit Lartiste & Kaaris                                                                             |
| 2018 | 93 Coast 93 Empire                                                 | FR94 (2 Wo.)FR | — | — | Charteinstieg: 12. Oktober 2018 mit Hornet La Frappe                                                                              |
| 2018 | Jusqu’ici tout va bien 93 Empire                                   | FR114 (2 Wo.)FR | — | — | Charteinstieg: 12. Oktober 2018 mit Vegedream                                                                                     |
| 2018 | Dans le bat 93 Empire                                              | FR149 (2 Wo.)FR | — | — | Charteinstieg: 12. Oktober 2018 mit Dabs                                                                                          |
| 2018 | Viens dans mon 93 93 Empire                                        | FR159 (1 Wo.)FR | — | — | Charteinstieg: 12. Oktober 2018 mit Dinos & Hornet La Frappe                                                                      |
| 2018 | Jay-Z 93 Empire                                                    | FR179 (1 Wo.)FR | — | — | Charteinstieg: 12. Oktober 2018 mit Busta Flex, Shone & Nakk Mendosa                                                              |
| 2021 | Case départ La direction                                           | FR40 (2 Wo.)FR | — | — | Charteinstieg: 28. Mai 2021 |
| 2021 | Windsor La direction                                               | FR57 (1 Wo.)FR | — | — | Charteinstieg: 28. Mai 2021 |
| 2021 | XIII La direction                                                  | FR64 (1 Wo.)FR | — | — | Charteinstieg: 28. Mai 2021 |
| 2021 | Monsieur Alexandre La direction                                    | FR71 (1 Wo.)FR | — | — | Charteinstieg: 28. Mai 2021 |
| 2021 | Bout de papier La direction                                        | FR79 (1 Wo.)FR | — | — | Charteinstieg: 28. Mai 2021 feat. Sifax                                                                                           |
| 2021 | C’est la loi La direction                                          | FR82 (1 Wo.)FR | — | — | Charteinstieg: 28. Mai 2021 feat. ZeGuerre                                                                                        |
| 2021 | I.R.F La direction                                                 | FR83 (1 Wo.)FR | — | — | Charteinstieg: 28. Mai 2021 |
| 2021 | Traumatisé La direction                                            | FR91 (1 Wo.)FR | — | — | Charteinstieg: 28. Mai 2021 |
| 2021 | J’te raconte pas La direction                                      | FR104 (1 Wo.)FR | — | — | Charteinstieg: 28. Mai 2021 feat. Kenem                                                                                           |

### Als Gastmusiker
| Jahr | Titel Album                               | Höchstplatzierung, Gesamtwochen, AuszeichnungChartplatzierungen (Jahr, Titel, Album, Platzierungen, Wochen, Auszeichnungen, Anmerkungen) | Höchstplatzierung, Gesamtwochen, AuszeichnungChartplatzierungen (Jahr, Titel, Album, Platzierungen, Wochen, Auszeichnungen, Anmerkungen) | Höchstplatzierung, Gesamtwochen, AuszeichnungChartplatzierungen (Jahr, Titel, Album, Platzierungen, Wochen, Auszeichnungen, Anmerkungen) | Höchstplatzierung, Gesamtwochen, AuszeichnungChartplatzierungen (Jahr, Titel, Album, Platzierungen, Wochen, Auszeichnungen, Anmerkungen) | Höchstplatzierung, Gesamtwochen, AuszeichnungChartplatzierungen (Jahr, Titel, Album, Platzierungen, Wochen, Auszeichnungen, Anmerkungen) | Anmerkungen |
| Jahr | Titel Album                               | FR | BEW | DE | AT | CH | Anmerkungen |
| --- | ----------------------------------------- | --- | --- | --- | --- | --- | --- |
| 2017 | Grand Paris Prose élite                   | FR48 Platin · (9 Wo.)FR | — | — | — | — | Erstveröffentlichung: 28. Februar 2017 Médine feat. Lartiste, Lino, Sofiane, Alivor, Seth Gueko, Ninho & Youssoupha Verkäufe: + 200.000 |
| 2017 | Laisse pas traîner ton fils Comme prévu   | FR8 Platin · (19 Wo.)FR | — | — | — | — | Erstveröffentlichung: 8. September 2017 Verkäufe: + 200.000; Ninho feat. Sofiane                                                        |
| 2017 | Bling Bling Dozo                          | FR9 Diamant · (32 Wo.)FR | — | — | — | — | Erstveröffentlichung: 1. Dezember 2017 Verkäufe: + 333.333; Kaaris feat. Kalash Criminel & Sofiane                                      |
| 2018 | Loup garou                                | FR3 Platin · (16 Wo.)FR | BEW38 (3 Wo.)BEW | — | — | CH86 (1 Wo.)CH | Erstveröffentlichung: 9. März 2018 Verkäufe: + 200.000; Maître Gims feat. Sofiane                                                       |
| 2018 | Perfekt Press Play                        | — | — | DE5 Gold · (19 Wo.)DE | AT1 (26 Wo.)AT | CH7 (9 Wo.)CH | Erstveröffentlichung: 16. November 2018 Verkäufe: + 200.000; AriBeatz feat. RAF Camora & Sofiane                                        |
| 2019 | Khapta En esprit                          | FR1 Platin · (57 Wo.)FR | BEW16 Gold · (16 Wo.)BEW | — | — | — | Erstveröffentlichung: 15. Februar 2019 Verkäufe: + 215.000; Heuss l’Enfoiré feat. Sofiane                                               |
| 2019 | C’est mon sang Rêves de gosse             | FR3 Diamant · (21 Wo.)FR | — | — | — | CH99 (1 Wo.)CH | Erstveröffentlichung: 8. März 2019 Verkäufe: + 333.333; RK feat. Sofiane                                                                |
| 2020 | Plus riche Chaise pliante                 | FR60 (4 Wo.)FR | — | — | — | — | Erstveröffentlichung: 5. Juni 2020 Hatik feat. Sofiane                                                                                  |
| 2020 | Mecs de cités La mentale                  | FR38 Diamant · (25 Wo.)FR | — | — | — | — | Erstveröffentlichung: 12. Juni 2020 Verkäufe: + 333.333; Sifax feat. Sofiane                                                            |
| 2020 | Choupetta –                               | FR63 Gold · (11 Wo.)FR | — | — | — | — | Erstveröffentlichung: 26. Juni 2020 Verkäufe: + 100.000; HMZ feat. Sofiane & Heuss l’Enfoiré                                            |
| Folgende Lieder erschienen nicht als Single, wurden aber durch das Album zum Download und Streaming bereitgestellt und konnten somit eine Platzierung erlangen: |                                           | | | | | | |
| |                                           | | | | | | |
| 2017 | T’es un marrant Nous-mêmes                | FR54 (4 Wo.)FR | — | — | — | — | Charteinstieg: 6. Oktober 2017 Hornet La Frappe feat. Sofiane                                                                           |
| 2018 | Dragon Xeu                                | FR4 Platin · (16 Wo.)FR | — | — | — | — | Charteinstieg: 9. Februar 2018 Verkäufe: + 200.000; Vald feat. Sofiane                                                                  |
| 2018 | La hagra Confidences                      | FR45 (3 Wo.)FR | — | — | — | — | Charteinstieg: 2. März 2018 YL feat. Sofiane & Niro                                                                                     |
| 2018 | ALZ Double hélice 3                       | FR132 (1 Wo.)FR | — | — | — | — | Charteinstieg: 8. Juni 2018 Caballero & Jeanjass feat. Sofiane                                                                          |
| 2018 | Encore Johnny de Janeiro                  | FR110 (1 Wo.)FR | — | — | — | — | Charteinstieg: 5. Oktober 2018 Sadek feat. Sofiane                                                                                      |
| 2018 | Cosa Nostra Fruit du démon                | FR39 (5 Wo.)FR | — | — | — | — | Charteinstieg: 9. November 2018 Soolking feat. Sofiane & Lacrim                                                                         |
| 2018 | Il se passe quoi C’est la street mon pote | FR107 (2 Wo.)FR | — | — | — | — | Charteinstieg: 30. November 2018 Mac Tyer feat. Kaaris & Sofiane                                                                        |
| 2019 | Briganté On noir Part 3                   | FR33 (2 Wo.)FR | — | — | — | — | Charteinstieg: 1. Februar 2019 Kaaris feat. Mac Tyer & Sofiane                                                                          |
| 2019 | Sur le banc On est fait pour ça           | FR172 (1 Wo.)FR | — | — | — | — | Charteinstieg: 28. Juni 2019 Naps feat. Sofiane, Dika & Kalif                                                                           |
| 2019 | Chicha kaloud Best Life                   | FR34 Gold · (3 Wo.)FR | — | — | — | — | Charteinstieg: 15. Oktober 2021 Verkäufe: + 100.000; Naps feat. Kalif Hardcore & Sofiane                                                |

## Statistik

### Chartauswertung
|                     | FR    | BEW     | CH    |
| ------------------- | ----- | ------- | ----- |
| Nummer-eins-Alben   | FR2FR | BEW—BEW | CH—CH |
| Top-10-Alben        | FR5FR | BEW3BEW | CH—CH |
| Alben in den Charts | FR6FR | BEW5BEW | CH5CH |

|                       | FR     | BEW     | DE    | AT    | CH    |
| --------------------- | ------ | ------- | ----- | ----- | ----- |
| Nummer-eins-Singles   | FR1FR  | BEW—BEW | DE—DE | AT1AT | CH—CH |
| Top-10-Singles        | FR13FR | BEW—BEW | DE1DE | AT1AT | CH1CH |
| Singles in den Charts | FR84FR | BEW3BEW | DE1DE | AT1AT | CH4CH |

### Auszeichnungen für Musikverkäufe
| Goldene Schallplatte - Polen - 2023: für das Lied W Gore |

Anmerkung: Auszeichnungen in Ländern aus den Charttabellen bzw. Chartboxen sind in ebendiesen zu finden.
| Land/RegionAuszeichnungen für Musikverkäufe (Land/Region, Auszeichnungen, Verkäufe, Quellen) | Gold       | Platin       | Diamant     | Verkäufe  | Quellen           |
| -------------------------------------------------------------------------------------------- | ---------- | ------------ | ----------- | --------- | ----------------- |
| Belgien (BRMA)                                                                               | Gold1      | —            | —           | 15.000    | ultratop.be       |
| Deutschland (BVMI)                                                                           | Gold1      | —            | —           | 200.000   | musikindustrie.de |
| Frankreich (SNEP)                                                                            | 11× Gold11 | 11× Platin11 | 8× Diamant8 | 4.783.327 | snepmusique.com   |
| Polen (ZPAV)                                                                                 | Gold1      | —            | —           | 25.000    | olis.pl           |
| Insgesamt                                                                                    | 14× Gold14 | 11× Platin11 | 8× Diamant8 |           |                   |